# Greccy posłowie do Parlamentu Europejskiego 2009–2014
Greccy posłowie VII kadencji do Parlamentu Europejskiego zostali wybrani w wyborach przeprowadzonych 7 czerwca 2009.

## Lista posłów
Wybrani z listy Panhelleńskiego Ruchu Socjalistycznego
- Kriton Arsenis
- Spiridon Danelis, poseł do PE od 8 października 2009
- Dimitris Drutsas, poseł do PE od 22 czerwca 2011
- Maria Eleni Kopa
- Ani Podimata
- Silwana Rapti
- Chrisula Saatsoglu-Paliadeli
- Jorgos Stawrakakis

Wybrani z listy Nowej Demokracji
- Marieta Janaku
- Jorgos Kumutsakos
- Rodi Kratsa-Tsangaropulu
- Jorgos Papanikolau
- Jeorjos Papastamkos
- Kostas Pupakis
- Teodoros Skilakakis
- Janis Tsukalas

Wybrani z listy Komunistycznej Partii Grecji
- Jeorjos Gikopulos, poseł do PE od 19 maja 2014
- Jeorjos Tusas

Wybrani z listy Ludowego Zgromadzenia Prawosławnego
- Nikolaos Salawrakos, poseł do PE od 14 października 2009
- Niki Dzawela

Wybrany z listy Syrizy
- Nikolaos Chundis

Wybrany z listy Ekologów-Zielonych
- Nikos Chrisojelos, poseł do PE 2 lutego 2012

Byli posłowie VII kadencji do PE
- Charalambos Angurakis (wybrany z listy KKE), od 14 października 2009 do 12 maja 2014, zgon
- Stawros Lambrinidis (wybrany z listy PASOK), do 16 czerwca 2011, zrzeczenie w związku z objęciem stanowiska rządowego
- Jorgos Papakonstandinu (wybrany z listy PASOK), do 6 października 2009, zrzeczenie w związku z objęciem stanowiska rządowego
- Atanasios Pafilis (wybrany z listy KKE), do 14 października 2009, zrzeczenie w związku z objęciem mandatu w Parlamencie Hellenów
- Atanasios Plewris (wybrany z listy LAOS), do 14 października 2009, zrzeczenie w związku z objęciem mandatu w Parlamencie Hellenów
- Michalis Tremopulos (wybrany z listy Ekologów-Zielonych), do 1 lutego 2012, zrzeczenie